# 蒙圣莱热
蒙圣莱热（法語：Mont-Saint-Léger，法語發音：[mɔ̃ sɛ̃ leʒe]）是法国上索恩省的一个市镇，属于沃苏勒区。

## 地理
蒙圣莱热（47°37'48"N, 5°47'28"E）面积4.9 平方千米，位于法国勃艮第-弗朗什-孔泰大區上索恩省，该省份为法国东部内陆省份，北起顺时针与孚日省、贝尔福地区省、杜省、汝拉省、科多尔省和上马恩省接壤。
与蒙圣莱热接壤的市镇（或旧市镇、城区）包括：弗勒雷莱拉翁库尔、拉翁库尔、特莱、沃孔库尔-内沃赞。

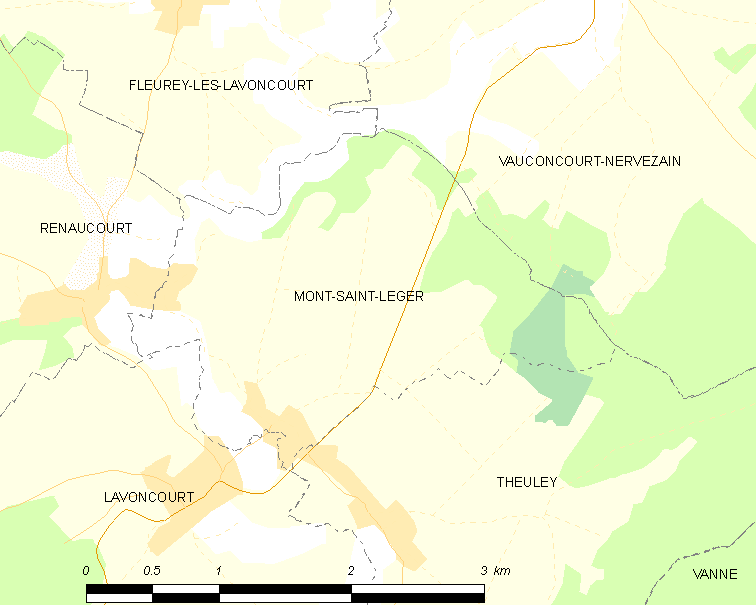
蒙圣莱热的OSM定位图

蒙圣莱热的时区为UTC+01:00、UTC+02:00（夏令时）。

## 行政
蒙圣莱热的邮政编码为70120，INSEE市镇编码为70369。

## 政治
蒙圣莱热所属的省级选区为萨隆河畔当皮埃尔县。

## 人口

1962-2008年间蒙圣莱热人口变化图示

蒙圣莱热于2022年1月1日时的人口数量为48人。